# Potentilla sabulosa
Potentilla sabulosa là loài thực vật có hoa trong họ Hoa hồng. Loài này được M.E. Jones miêu tả khoa học đầu tiên năm 1895.